# Stephanie Brown
Stephanie Brown är en fiktiv tonårstjej i DC Comics serieuniversum, dotter till superskurken Cluemaster och mest känd som Tim Drakes (den tredje Robin) flickvän. Hon sågs första gången 1992 när hon tröttnade på sin fars brottslighet och tog identiteten Spoiler för att hjälpa Batman och Robin att hitta honom. Hon gillade att vara hjälte och efter att hennes far blivit tillfångatagen fortsatte hon att bekämpa brottslighet trots Batmans order att sluta.
När hon blev gravid med en ex-pojkvän som sedan övergav henne blommade en romans upp mellan henne och Tim Drake, den tredje Robin, som hjälpte henne igenom graviditeten och adoptionen. På order, och av respekt för Batman, ville Robin inte avslöja sin identitet utan de två dejtade via sina alter egon. Det var först när Robin oförklarligt försvann som istället Batman avslöjade Robins identitet, eftersom han behövde Stephanies hjälp med att hitta honom. Batman bestämmer sig också för att träna Stephanie till att bli en bättre brottsbekämpare. Under denna tid möter hon Barbara Gordon, den första Batgirl, och genom henne Cassandra Cain, den tredje Batgirl.
Cassandra och Stephanie blir snabbt vänner och även efter att Batman bestämmer sig för att Stephanie inte är en tillräckligt bra brottsbekämpare och beordrar henne att sluta fortsätter hon träna tillsammans med Cassandra.
När Tims far upptäcker att han är Robin och han blir tvungen att sluta så övertalar Stephanie Batman att låta henne bli den fjärde Robin. Batman går med vissa reservationer med på detta och börjar åter igen att träna henne och hon får en egen Robin-kostym. Till en början visar hon sig vara en värdig ersättare för Tim, men efter att inte ha lytt Batmans order så blir hon avskedad och tillsagd att sluta bekämpa brott.
Stephanie vägrar och bestämmer sig för att bevisa för Batman att hon är värdig. I sina försök råkar hon av misstag att starta ett stort gängkrig som involverade alla gängen och pågick i hela Gotham City. Under gängkriget blir Stephanie misshandlad av Black Mask så illa att hon sedan avlider på sjukhuset.

## Återuppståndelsen
Stephanies död skapade starka reaktioner från serieläsarna som ogillade hur karaktären hade hanterats, både under sin tid som Robin, tiden efter och i samband med hennes död. Ett stort klagomål var att Stephanie inte fått ett minnesmärke i Batmans grotta, till skillnad från Jason Todd. Till slut beslutade DC Comics att återuppliva henne.
Den fiktiva förklaringen blev att Stephanie egentligen inte dog utan att läkaren på sjukhuset, Leslie Thompkins, fejkade hennes död för att lära Batman en läxa. Efter hennes ”död” hade Stephanie blivit rädd och rest till Afrika som volontär. Men till slut hade hon saknat livet som brottsbekämpare så mycket att hon återvände till Gotham City och fortsatte sin karriär som Spoiler.
Tim, som åter igen hade blivit Robin, och Stephanie, försökte återuppta sin relation men det blev aldrig riktigt bra mellan dem igen. Deras relation skadades ytterligare av att Batman bett Stephanie hjälpa Tim bli bättre genom att ordna utmaningar för honom. Hon använder sig av skurkar för att skapa en situation som Tim blir tvungen att lösa. Tim räknade ut att det var Stephanie som stod bakom alltihopa och även om han förstod hennes anledning så gillade han inte hennes metoder. Deras relation och vänskap gick därefter i botten.
En okänd tid därefter bestämmer sig Cassandra för att sluta som Batgirl och ger Stephanie Batgirldräkten. Med hjälp av Barbara Gordon som mentor så påbörjade Stephanie sin karriär som den fjärde Batgirl.

## The New 52
Efter händelserna i Flashpoint, då tidslinjen i DC:s universum återställdes utgick Stephanie Brown tillsvidare medan rollen som Batgirl återgick till Barbara Gordon. I samband med New York ComiCon i oktober 2013 meddelade DC Comics att man skulle återintroducera Stephanie Brown som Spoiler till New 52 genom veckoföljetongen Batman Eternal under våren 2014. Formellt avsågs det första framträdandet ske i Batman Eternal #3 (den 23 april 2014) men av redaktionella skäl tidigarelades debuten till Batman #28 (utgiven den 12 februari 2014) i en berättelse som kronologiskt utspelar sig mellan Batman Eternal #39-40.
Stephanie förekom även, anonymt med ryggen vänd mot betraktaren, på en poster som utgjorde sista uppslaget i samtliga New 52-titlar under november 2013.